# Rhigognostis dalella
Rhigognostis dalella är en fjärilsart som beskrevs av Henry Tibbats Stainton 1849. Rhigognostis dalella ingår i släktet Rhigognostis och familjen Senapsmalar. Inga underarter finns listade i Catalogue of Life.